# Ketzel
Ketzel (* 1993; † 13. Juli 2011 in New York City) war die Hauskatze des Klavierspielers und Komponisten Moshe Cotel. Sie wurde bekannt, als eine „Komposition“ von ihr einen Pariser Musikpreis gewonnen hatte.

## Hintergrund
Als Moshe Cotel die Bach-Komposition Das Wohltemperierte Klavier anstimmte, sprang seine Katze Ketzel (jiddisch für „Katze“) auf das Klavier und lief von den hohen Tönen hinunter zum Bass. Cotel transkribierte die Noten und war erstaunt, als er entdeckte, dass die kurze Einlage seiner Katze tatsächlich über eine Struktur verfügte. Die 35-sekündige Komposition behielt er in seinem Archiv und erinnerte sich wieder daran, als er zum Musikwettbewerb „Paris New Music Review’s One-Minute Competition“ eingeladen wurde. Er sandte das Stück der Katze als „Piece for Piano, Four Paws“ (deutsch „Stück für das Klavier, vier Pfoten“) ein und tatsächlich erhielt das Stück, das die Jury an Anton Webern erinnerte, eine „besondere Erwähnung“.
Das Stück wurde 1998 im Peabody Conservatory der Johns Hopkins University erstmals aufgeführt. Anschließend wurde das Stück auch in Europa gespielt. Bei einer Aufführung im Museum of the City of New York war Ketzel anwesend und miaute, als das Stück angekündigt wurde. Die Katze erhielt später für eine Aufführung des Stückes in Rotterdam einen Scheck über 19,72 US-Dollar. Klavierspieler Noel Lester veröffentlichte das Stück 2000 auf seinem Album Purrfectly Classical, einer Sammlung von klassischen Stücken von und für Katzen.
Ketzel starb am 13. Juli 2011 im Alter von 19 Jahren. Die Katze überlebte ihr Herrchen um drei Jahre.